# BMW M
BMW M GmbH je bil ustanovljen l.1972, kot hčerinska družba BMW AG, ki proizvaja visokozmogljive športne modele BMW M za najzahtevnejše kupce. Dirkaške različice modelov sodelujejo tudi v raznih kategorijah avto-moto športa. Njihovi "agregati" so bili od leta 1999 največkrat nagrajeni za najboljše motorje po izboru International Engine of the Year.
- 1972-1975:

Podjetje BMW Motorsport GmbH je bilo ustanovljeno l.1972, na podlagi predstavljenega modela BMW 2002 Turbo in je hčerinska družba BMW AG in je odgovorno za razvoj in proizvodnjo visokozmogljivih športnih modelov. Z dirkaškimi modeli so sodelovali v različnih kategorijah avto-moto športa. V tem času so bili ostali športni avtomobili zelo uspešni v avto-moto športu, zato je bilo v vrhu podjetja BMW odločeno, da se izdela konkurenčen avtomobil. Istega leta so predstavili študijo BMW Turbo, glavnega oblikovalca Paula Bracqa. Avto je imel dvižna vrata in je bil rdeče barve. Motor M10 je bil vrstni štirivaljnik prostornine 2,0 litra.

Eden od prvih rezultatov BMW Motorsport GmbH je bil l.1974 predstavljeni dirkaški model BMW 3.0 CSL v sodelovanju s podjetjem Alpina, ki je bil izdelan na osnovi modela BMW 2800 CS. Imel je 3498 cm³ motor z 440 KM pri 8500 obratih. Zmogel je 4 s od 0-100 km/h pri končni hitrosti 275 km/h. Sodelovanje s podjetjem Alpina je znatno olajšalo kasnejši razvoj pri modelih BMW E9. V letih 1973-1979 je bil predsednik uprave BMW Motorsport GmbH dirkač Jochen Neerpasch, njegov dirkaški kolega Martin Braungart pa je postal tehnični direktor med leti l.1972-1979, vodja projekta pa je bil v letih 1977-1979 in odgovoren za celoten razvoj športnega avtomobila BMW M1, ki je bil podlaga za nadaljnje razvoje športnih vozil BMW M.

Z modelom BMW 3.0 CSL je bil l.1975 predstavljen tudi prvi BMW Art Car. Za poslikave na avtomobilu je poskrbel ameriški umetnik Alexander Calder.
- 1976-1980:

Serijski model BMW M1, so začeli proizvajali l.1978 pa vse do l.1981. Najprej so ga načrtovali izdelovati v Lamborghinijevi tovarni v Sant’Agata Bolognese, Italija. Zaradi kasnejših finančnih težav Lamborghinija so model morali izdelovati v Stuttgartu pri Baurju. Za obliko je bil odgovoren Giorgio Giugiaro. Glavne spremembe, glede na študijo, so bile, da ni imel dvižnih vrat, bil je oranžne barve in je imel vrstni šestvaljnik. Izdelali so vsega 460 primerkov tega avtomobila. Cestno verzijo BMW M1 je poganjal vrstni šestvaljni motor M88 z 3,5 litra prostornine in 204 kW (277 KM) moči pri 6600 obratih ter z 330 Nm navora. Teža vozila je bila 1300 kg in je zmogel pospešek 0-100 km/h v 5,6 s in dosegel končno hitrost 262 km/h. Dirkaško verzijo pa je poganjal malo predelan motor, atmosferski z 345 kW (470 KM) moči, s turbino pa 626 kW (850 KM) moči. S tem modelom so ustanovili tudi svoje tekmovanje BMW M1 Procar Championship. Od l.1979 so proizvajali model BMW M535i (E12/1S) z vrstnim šestvaljnim motorjem in prostornino 3453 cm³ z 160 kW (218 KM) pri 5200 obratih ter z 310 Nm navora.
- 1981-1990:

V sezoni 1982 Formule 1 so debitirali z motorjem M12 v ekipi Brabham-BMW in leto kasneje je dirkač Nelson Piquet postal svetovni prvak. Leta 1983 so predstavili model BMW M635 CSi (E24) z vrstnim šestvaljnikom M88/3 prostornine 3,5 litra in 210 kW (286 KM) pri 6500 obratih in 340 Nm navora. Zmogel je 6,4 s od 0-100 km/h in 255 km/h končne hitrosti. Tehtal je 1510 kg. Za ameriško tržišče je bil narejen enak model, le imenovali so ga BMW M6, in z izboljšanim motorjem S38B35 in katalizatorjem. Zaradi teh ekoloških omejitev je zmogel "le" 192 kW (260 KM). Leta 1985 so predstavili BMW M5 (E28S). Imel je enak motor kot BMW M635 CSi, pospešek od 0-100 km/h pa je znašal 6,5 s in dosegel je 245 km/h končne hitrosti. Tehtal je 1430 kg. V letu 1986 je bil predstavljen BMW M3 (E30). Imel je vrstni štirivaljnik S14B23 z 2302 cm³ prostornine in 143 kW (195 KM) moči, brez katalizatorja 147 kW (200 KM). Kasneje so izdelali še eno verzijo, z močnejšim motorjem S14B25, moči 195 kW (238 KM) in prostornine 2453 cm³, imenovano BMW M3 Sport Evolution. Izdelali so omejeno serijo 600 primerkov med januarjem in marcem 1990.
- 1991-2000:

Leta 1992 je bilo hčerinsko podjetje BMW Individual GmbH priključeno BMW Motorsport GmbH, l.1993 pa se je skupno podjetje preimenovalo v BMW M.
- 2001-2010:

Da bi obeležili 30. obletnico BMW M1, so aprila 2008 predstavili študijo BMW M1 Hommage. Prvič pa so ga prikazali decembra 2009 na Dubajskem avtosalonu.
- 2011-danes: